# Gerhard Groskopff
Gerhard Christian Groskopff (* 10. Oktober 1803 in Oldenburg; † 13. Oktober 1876 ebenda) war ein deutscher Rechtsanwalt und Parlamentarier.

## Leben
Gerhard Christian Groskopff war der Sohn des Kaufmanns Johann Jakob Groskopff (1771–1823) und dessen Ehefrau
Anna Sophie geb. Hullmann (* 1774). Er besuchte das Alte Gymnasium Oldenburg und das Lyzeum in Bremen. Ab 1817 schloss er seine Schulausbildung an der Handlungsschule Bremen ab und absolvierte anschließend
eine kaufmännische Lehre im Geschäft seines Vaters. 1822 konnte er seinen
Wunsch einer akademischen Ausbildung verwirklichen und studierte zunächst
Medizin, ab 1823 Rechtswissenschaften an den Universitäten Göttingen, Heidelberg und Leipzig. 1824 wurde er Mitglied des Corps Guestphalia Heidelberg. Nach dem Studium und der Promotion zum Dr. jur. 1826 wurde er zunächst Rechtsanwalt in Bremen, wechselte aber schon bald nach Oldenburg.
1829 wurde er dort als Untergerichtsanwalt und 1831 als Obergerichtsanwalt zugelassen. 1832 wurde er provisorisch, 1835 definitiv zum Advocatus fisci et camerae ernannt. In dieser Vertrauensstellung erstellte er auf Anforderung der oldenburgischen Regierung Gutachten und vertrat diese bei Prozessen gerichtlich. Auch
seine Privatpraxis entwickelte sich erfolgreich, so war er von 1837 bis 1854 Prozessvertreter des Grafen Carl Anton Ferdinand von Bentinck aus dem jüngeren westfälischen Zweig des Hauses Bentinck im
Bentinckschen Erbfolgestreit.
Daneben beriet Groskopff auch mehrere größere Wirtschaftsunternehmen, wie etwa die Oldenburger Glashütte, die Eisenhütte Augustfehn sowie die Oldenburger Versicherungsgesellschaft. In den entstehenden Berufsorganisationen der Juristen spielte er eine führende Rolle, so wurde er 1839 zum Vorsitzenden des kurzlebigen Advokatenvereins gewählt und war von 1858 bis 1863 Vorsitzender der Anwaltskammer.
Gemeinsam mit Ernst Ruhstrat und R. von Steun war er Herausgeber des Archiv für die Praxis des gesammten im Großherzogthum Oldenburg geltenden Rechts, welches in zehn Bänden zwischen 1844 und 1869 veröffentlicht wurde.

### Politisches Engagement
Der beruflich erfolgreiche und gesellschaftlich angesehene Groskopff betätigte sich darüber hinaus auch in der Kommunal- und Landespolitik des Großherzogtums Oldenburg. Politisch lagen seine Ansichten in einem gemäßigten Liberalismus bei einer streng monarchischen Gesinnung.
Er war Mitglied und zeitweise Vorsitzender des Oldenburger Stadtrats. Im März 1848 wurde er zum stellvertretenden Mitglied der Versammlung der 34, des oldenburgischen Vorparlaments, gewählt. Großherzog August I. berief ihn kurze Zeit später in die Verfassungskommission, die einen an die kurhessische Verfassung angelehnten Entwurf eines Staatsgrundgesetzes von Oldenburg ausarbeiten sollte.
Ab 1851 gehörte Groskopff dann auch selbst dem Oldenburgischen Landtag an und wurde in den Parlamentsausschuss gewählt, der die konservative Revision des Staatsgrundgesetzes von 1852 vorbereitete. Wegen Arbeitsüberlastung gab er sein Mandat allerdings schon Ende 1851 zurück. 1856 legte er seine
Rechtsanwaltspraxis beim Stadt- und Landgericht Oldenburg, 1868 auch beim Obergericht nieder und beschränkte sich auf seine Tätigkeit als Advocatus fisci und als freier wissenschaftlicher Mitarbeiter des Staatsministeriums. Für das Ministerium wurde er in die Kommission für den Entwurf eines Allgemeinen Deutschen Handelsgesetzbuches entsandt.
1869 wurde Groskopff mit dem Titel Oberjustizrat ausgezeichnet. Der Wunsch, ein Richteramt zu übernehmen, blieb ihm allerdings verwehrt. 1872 trat er in den Ruhestand und starb vier Jahre später.
Groskopff war seit 1846 Freimaurer und zeitweilig Meister vom Stuhl seiner Loge Zum goldenen Hirsch in Oldenburg.

## Familie
Am 23. Juni 1831 heiratete Groskopff Maria Juliane geb. Sartorius (1808–1861), die Tochter des Kaufmanns Johann Jacob Sartorius (1788–1860) und der Johanne Adelheit geb. Sartorius (ca. 1779–1856).
Ihr gemeinsamer Sohn Gustav (1832–1897) wurde Oberamtsrichter in Birkenfeld, die Tochter Marie (1836–1919) heiratete 1859 den späteren Birkenfelder Regierungspräsidenten August Barnstedt (1823–1914).

## Schriften
- Die Entscheidungsgründe der Juristenfacultät zu Jena zu ihrem Erkenntnisse im Reichsgräflich Bentinck'schen Successionsstreite im Auszuge mit Anmerkungen, 1843
- Zur Lehre vom Retentionsrechte, Oldenburg 1858